# Mariano Castro Morán
Mariano Castro Morán (Mejicanos, San Salvador 7 de octubre de 1920 - 7 de noviembre de 2005) fue un militar salvadoreño. Su trayectoria militar inició siendo oficial de Estado Mayor, egresado de la Escuela de Comando y Estado Mayor "Manuel Enrique Araujo" y fue Profesor Militar graduado en la Escuela de Guerra del Ejército de Chile.
En enero de 1961 fue nombrado Viceministro de Defensa Nacional y en septiembre del mismo año, Miembro del Directorio Cívico-Militar.
Desarrolló una intensa labor intelectual escribiendo muchos artículos periodísticos y en revistas culturales de El Salvador, así como obras y ensayos.
Dictó conferencias sobre temas sociopolíticos y militares en la Facultad Latinoamericana de Ciencias Sociales, CENITEC, Centro DEMOS, Escuela Militar Cap. Gral. Gerardo Barrios, Centro de Altos Estudios Estratégicos, entre otros.
Recibió la Medalla Minerva del Ejército de Chile, el Sable Toledano del Instituto de Cultura Hispánica, Medalla de Oro, Premio Nacional de Ensayo UCA/Editores.
Fue miembro de la Orden Salvador Mendieta, Académico Honorario de la Academia Salvadoraña de la Historia e Hijo Meritisimo de la Ciudad de Mejicanos.
Sus ültimas publicaciones fueron "Relámpagos de Libertad I" (2000)y "Reseña Histótica de las Administraciones Presidenciales y de la Policía Nacional de El Salvador desde 1867 hasta 1994" (2005).